# Vòng loại Giải vô địch bóng đá thế giới 2014 – Khu vực châu Á (Vòng 3)
Các trận đấu thuộc vòng thứ ba của vòng loại Giải vô địch bóng đá thế giới 2014 khu vực châu Á diễn ra từ ngày 2 tháng 9 năm 2011 đến ngày 29 tháng 2 năm 2012.

## Thể thức
Tổng cộng 20 đội tuyển được bốc thăm chia thành năm bảng, mỗi bảng gồm 4 đội. Trong đó, năm đội được xếp hạng 1–5 trong danh sách tham dự của AFC được quyền vào thẳng vòng đấu này và 15 đội khác chiến thắng từ vòng thứ hai. 
Các đội trong bảng sẽ thi đấu vòng tròn hai lượt tính điểm trên sân nhà và sân khách. Hai đội nhất và nhì của mỗi bảng đấu sẽ giành quyền vào vòng 4.

## Bốc thăm
Lễ bốc thăm chia bảng cho vòng loại thứ ba được tổ chức vào ngày 30 tháng 7 năm 2011 tại Marina da Glória ở Rio de Janeiro, Brasil.
20 đội tham dự vòng này được chia vào bốn nhóm hạt giống, mỗi nhóm gồm năm đội, trong đó nhóm 1 là các đội hạt giống (những đội có thứ hạng cao nhất trên bảng xếp hạng của AFC tại vòng loại FIFA World Cup 2010). Bảng xếp hạng FIFA vào tháng 7 năm 2011 đã được sử dụng để phân chia các đội ở các nhóm (thứ hạng của các đội tuyển được hiển thị trong ngoặc đơn ở bên dưới).
Ghi chú: Các đội tuyển in đậm giành quyền lọt vào vòng 4.
| Nhóm 1                                                                | Nhóm 2                                                                      | Nhóm 3                                                             | Nhóm 4                                                                                     |
| --------------------------------------------------------------------- | --------------------------------------------------------------------------- | ------------------------------------------------------------------ | ------------------------------------------------------------------------------------------ |
| Nhật Bản (16) · Úc (23) · Hàn Quốc (28) · Iran (54) · Trung Quốc (73) | Uzbekistan (83) · Qatar (90) · Jordan (91) · Ả Rập Xê Út (92) · Kuwait (95) | Bahrain (100) · Syria (104)† · Oman (107) · Iraq (108) · UAE (109) | CHDCND Triều Tiên (115) · Thái Lan (119) · Singapore (131) · Indonesia (137) · Liban (146) |

† Syria đã được thay thế bởi Tajikistan vào ngày 19 tháng 8 năm 2011 sau khi có quyết định xử thua Syria trong hai trận đấu tại vòng 2.

## Lịch thi đấu
Lịch thi đấu như sau.
| Lượt đấu   | Ngày                 |
| ---------- | -------------------- |
| Lượt đấu 1 | 2 tháng 9 năm 2011   |
| Lượt đấu 2 | 6 tháng 9 năm 2011   |
| Lượt đấu 3 | 11 tháng 10 năm 2011 |
| Lượt đấu 4 | 11 tháng 11 năm 2011 |
| Lượt đấu 5 | 15 tháng 11 năm 2011 |
| Lượt đấu 6 | 29 tháng 2 năm 2012  |

## Các bảng đấu

### Bảng A
| VT | Đội        | ST | T | H | B | BT | BB | HS  | Đ  | Giành quyền tham dự |     |     |     |     |     |
| -- | ---------- | -- | - | - | - | -- | -- | --- | -- | ------------------- | --- | --- | --- | --- | --- |
| 1  | Iraq       | 6  | 5 | 0 | 1 | 14 | 4  | +10 | 15 | Vòng 4              |     |     | 0–2 | 1–0 | 7–1 |
| 2  | Jordan     | 6  | 4 | 0 | 2 | 11 | 7  | +4  | 12 | Vòng 4              |     | 1–3 |     | 2–1 | 2–0 |
| 3  | Trung Quốc | 6  | 3 | 0 | 3 | 10 | 6  | +4  | 9  |                     |     | 0–1 | 3–1 |     | 2–1 |
| 4  | Singapore  | 6  | 0 | 0 | 6 | 2  | 20 | −18 | 0  |                     | 0–2 | 0–3 | 0–4 |     |     |

| Trung Quốc                         | 2–1      | Singapore |
| ---------------------------------- | -------- | --------- |
| Trịnh Trí 69' (ph.đ.) · Vu Hải 73' | Chi tiết | Đurić 33' |

| Iraq | 0–2      | Jordan                               |
| ---- | -------- | ------------------------------------ |
|      | Chi tiết | Abdel-Fattah 43' · Abdallah Deeb 47' |

| Singapore | 0–2      | Iraq                          |
| --------- | -------- | ----------------------------- |
|           | Chi tiết | Abdul-Zahra 50' · Mahmoud 86' |

| Jordan                           | 2–1      | Trung Quốc       |
| -------------------------------- | -------- | ---------------- |
| Abdul-Rahman 49' · Amer Deeb 56' | Chi tiết | Hao Tuấn Mẫn 57' |

| Singapore | 0–3      | Jordan                                          |
| --------- | -------- | ----------------------------------------------- |
|           | Chi tiết | Abdallah Deeb 11' · Bani Yaseen 54' · Hayel 64' |

| Trung Quốc | 0–1      | Iraq        |
| ---------- | -------- | ----------- |
|            | Chi tiết | Mahmoud 45' |

| Iraq          | 1–0      | Trung Quốc |
| ------------- | -------- | ---------- |
| Mahmoud 90+2' | Chi tiết |            |

| Jordan                    | 2–0      | Singapore |
| ------------------------- | -------- | --------- |
| Hayel 15' · Amer Deeb 65' | Chi tiết |           |

| Singapore | 0–4      | Trung Quốc                                          |
| --------- | -------- | --------------------------------------------------- |
|           | Chi tiết | Vu Hải 41' · Lý Vỹ Phong 56' · Trịnh Trịnh 73', 81' |

| Jordan           | 1–3      | Iraq                       |
| ---------------- | -------- | -------------------------- |
| Abdel-Fattah 17' | Chi tiết | Akram 55', 81' · Munir 65' |

| Trung Quốc                             | 3–1      | Jordan     |
| -------------------------------------- | -------- | ---------- |
| Hao Tuấn Mãn 43', 69' · Vu Đại Bảo 88' | Chi tiết | Fat'hi 85' |

| Iraq                                                                                             | 7–1      | Singapore |
| ------------------------------------------------------------------------------------------------ | -------- | --------- |
| Jassim 5' · Mahmoud 11', 61', 90+3' · H. W. Mohammed 22' (ph.đ.) · Akram 36' (ph.đ.) · Karim 48' | Chi tiết | Abdul 27' |

### Bảng B
| VT | Đội      | ST | T | H | B | BT | BB | HS  | Đ  | Giành quyền tham dự |     |     |     |     |     |
| -- | -------- | -- | - | - | - | -- | -- | --- | -- | ------------------- | --- | --- | --- | --- | --- |
| 1  | Hàn Quốc | 6  | 4 | 1 | 1 | 14 | 4  | +10 | 13 | Vòng 4              |     |     | 6–0 | 2–0 | 2–1 |
| 2  | Liban    | 6  | 3 | 1 | 2 | 10 | 14 | −4  | 10 | Vòng 4              |     | 2–1 |     | 2–2 | 3–1 |
| 3  | Kuwait   | 6  | 2 | 2 | 2 | 8  | 9  | −1  | 8  |                     |     | 1–1 | 0–1 |     | 2–1 |
| 4  | UAE      | 6  | 1 | 0 | 5 | 9  | 14 | −5  | 3  |                     | 0–2 | 4–2 | 2–3 |     |     |

| Hàn Quốc                                                                | 6–0      | Liban |
| ----------------------------------------------------------------------- | -------- | ----- |
| Park Chu-Young 8', 45+1', 67' · Ji Dong-Won 66', 85' · Kim Jung-Woo 82' | Chi tiết |       |

| UAE                         | 2–3      | Kuwait                        |
| --------------------------- | -------- | ----------------------------- |
| Al Hammadi 84' · Khalil 89' | Chi tiết | Nasser 7', 65' · Al-Mutwa 51' |

| Liban                                          | 3–1      | UAE         |
| ---------------------------------------------- | -------- | ----------- |
| Ghaddar 37' (ph.đ.) · Moghrabi 52' · Antar 83' | Chi tiết | Khamees 16' |

| Kuwait    | 1–1      | Hàn Quốc          |
| --------- | -------- | ----------------- |
| Fadel 54' | Chi tiết | Park Chu-Young 9' |

| Hàn Quốc                                  | 2–1      | UAE         |
| ----------------------------------------- | -------- | ----------- |
| Park Chu-Young 55' · Al Kamali 64' (l.n.) | Chi tiết | Matar 90+2' |

| Liban                    | 2–2      | Kuwait                       |
| ------------------------ | -------- | ---------------------------- |
| Maatouk 15', 86' (ph.đ.) | Chi tiết | Neda 51' · Younes 89' (l.n.) |

| UAE | 0–2      | Hàn Quốc                               |
| --- | -------- | -------------------------------------- |
|     | Chi tiết | Lee Keun-Ho 88' · Park Chu-Young 90+3' |

| Kuwait | 0–1      | Liban      |
| ------ | -------- | ---------- |
|        | Chi tiết | El Ali 57' |

| Liban                              | 2–1      | Hàn Quốc                 |
| ---------------------------------- | -------- | ------------------------ |
| Al Saadi 4' · Ali Atwi 32' (ph.đ.) | Chi tiết | Koo Ja-Cheol 20' (ph.đ.) |

| Kuwait                          | 2–1      | UAE       |
| ------------------------------- | -------- | --------- |
| Al Enezi 50' · Abbas 68' (l.n.) | Chi tiết | Matar 19' |

| Hàn Quốc                            | 2–0      | Kuwait |
| ----------------------------------- | -------- | ------ |
| Lee Dong-Gook 65' · Lee Keun-Ho 71' | Chi tiết |        |

| UAE                                         | 4–2      | Liban                      |
| ------------------------------------------- | -------- | -------------------------- |
| Saeed 20', 78' · Al-Wehaibi 38' · Matar 69' | Chi tiết | El Ali 23' · Maatouk 45+2' |

### Bảng C
| VT | Đội               | ST | T | H | B | BT | BB | HS  | Đ  | Giành quyền tham dự |     |     |     |     |     |
| -- | ----------------- | -- | - | - | - | -- | -- | --- | -- | ------------------- | --- | --- | --- | --- | --- |
| 1  | Uzbekistan        | 6  | 5 | 1 | 0 | 8  | 1  | +7  | 16 | Vòng 4              |     |     | 1–1 | 1–0 | 3–0 |
| 2  | Nhật Bản          | 6  | 3 | 1 | 2 | 14 | 3  | +11 | 10 | Vòng 4              |     | 0–1 |     | 1–0 | 8–0 |
| 3  | CHDCND Triều Tiên | 6  | 2 | 1 | 3 | 3  | 4  | −1  | 7  |                     |     | 0–1 | 1–0 |     | 1–0 |
| 4  | Tajikistan        | 6  | 0 | 1 | 5 | 1  | 18 | −17 | 1  |                     | 0–1 | 0–4 | 1–1 |     |     |

| Nhật Bản      | 1–0      | CHDCND Triều Tiên |
| ------------- | -------- | ----------------- |
| Yoshida 90+4' | Chi tiết |                   |

| Tajikistan | 0–1      | Uzbekistan    |
| ---------- | -------- | ------------- |
|            | Chi tiết | Shatskikh 72' |

| CHDCND Triều Tiên | 1–0      | Tajikistan |
| ----------------- | -------- | ---------- |
| Pak Nam-Chol 14'  | Chi tiết |            |

| Uzbekistan  | 1–1      | Nhật Bản    |
| ----------- | -------- | ----------- |
| Djeparov 8' | Chi tiết | Okazaki 65' |

| CHDCND Triều Tiên | 0–1      | Uzbekistan   |
| ----------------- | -------- | ------------ |
|                   | Chi tiết | Geynrikh 26' |

| Nhật Bản                                                                           | 8–0      | Tajikistan |
| ---------------------------------------------------------------------------------- | -------- | ---------- |
| Havenaar 11', 47' · Okazaki 19', 74' · Komano 35' · Kagawa 41', 68' · Nakamura 56' | Chi tiết |            |

| Tajikistan | 0–4      | Nhật Bản                                   |
| ---------- | -------- | ------------------------------------------ |
|            | Chi tiết | Konno 36' · Okazaki 61', 90+2' · Maeda 82' |

| Uzbekistan  | 1–0      | CHDCND Triều Tiên |
| ----------- | -------- | ----------------- |
| Kapadze 48' | Chi tiết |                   |

| CHDCND Triều Tiên | 1–0      | Nhật Bản |
| ----------------- | -------- | -------- |
| Pak Nam-Chol 50'  | Chi tiết |          |

| Uzbekistan                                | 3–0      | Tajikistan |
| ----------------------------------------- | -------- | ---------- |
| Tursunov 35' · Ahmedov 60' · Geynrikh 70' | Chi tiết |            |

| Tajikistan      | 1–1      | CHDCND Triều Tiên          |
| --------------- | -------- | -------------------------- |
| Khamroqulov 61' | Chi tiết | Jang Song-Hyok 54' (ph.đ.) |

| Nhật Bản | 0–1      | Uzbekistan  |
| -------- | -------- | ----------- |
|          | Chi tiết | Shadrin 53' |

### Bảng D
| VT | Đội         | ST | T | H | B | BT | BB | HS | Đ  | Giành quyền tham dự |     |     |     |     |     |
| -- | ----------- | -- | - | - | - | -- | -- | -- | -- | ------------------- | --- | --- | --- | --- | --- |
| 1  | Úc          | 6  | 5 | 0 | 1 | 13 | 5  | +8 | 15 | Vòng 4              |     |     | 3–0 | 4–2 | 2–1 |
| 2  | Oman        | 6  | 2 | 2 | 2 | 3  | 6  | −3 | 8  | Vòng 4              |     | 1–0 |     | 0–0 | 2–0 |
| 3  | Ả Rập Xê Út | 6  | 1 | 3 | 2 | 6  | 7  | −1 | 6  |                     |     | 1–3 | 0–0 |     | 3–0 |
| 4  | Thái Lan    | 6  | 1 | 1 | 4 | 4  | 8  | −4 | 4  |                     | 0–1 | 3–0 | 0–0 |     |     |

| Úc                        | 2–1      | Thái Lan   |
| ------------------------- | -------- | ---------- |
| Kennedy 58' · Brosque 86' | Chi tiết | Dangda 15' |

| Oman | 0–0      | Ả Rập Xê Út |
| ---- | -------- | ----------- |
|      | Chi tiết |             |

| Thái Lan                                       | 3–0      | Oman |
| ---------------------------------------------- | -------- | ---- |
| Soleb 35' · Dangda 41' · Al Farsi 90+1' (l.n.) | Chi tiết |      |

| Ả Rập Xê Út     | 1–3      | Úc                                       |
| --------------- | -------- | ---------------------------------------- |
| Al-Shamrani 66' | Chi tiết | Kennedy 40', 56' · Wilkshire 77' (ph.đ.) |

| Úc                                    | 3–0      | Oman |
| ------------------------------------- | -------- | ---- |
| Holman 8' · Kennedy 65' · Jedinak 85' | Chi tiết |      |

| Thái Lan | 0–0      | Ả Rập Xê Út |
| -------- | -------- | ----------- |
|          | Chi tiết |             |

| Oman         | 1–0      | Úc |
| ------------ | -------- | -- |
| Al Hosni 18' | Chi tiết |    |

| Ả Rập Xê Út                                   | 3–0      | Thái Lan |
| --------------------------------------------- | -------- | -------- |
| Hazazi 59' · Al-Fraidi 80' · Noor 89' (ph.đ.) | Chi tiết |          |

| Thái Lan | 0–1      | Úc         |
| -------- | -------- | ---------- |
|          | Chi tiết | Holman 77' |

| Ả Rập Xê Út | 0–0      | Oman |
| ----------- | -------- | ---- |
|             | Chi tiết |      |

| Úc                                          | 4–2      | Ả Rập Xê Út                        |
| ------------------------------------------- | -------- | ---------------------------------- |
| Brosque 43', 75' · Kewell 73' · Emerton 76' | Chi tiết | Al-Dossari 19' · Al-Shamrani 45+2' |

| Oman                            | 2–0      | Thái Lan |
| ------------------------------- | -------- | -------- |
| Al-Hadhri 8' · Al-Muqbali 90+2' | Chi tiết |          |

### Bảng E
| VT | Đội       | ST | T | H | B | BT | BB | HS  | Đ  | Giành quyền tham dự |     |     |     |     |      |
| -- | --------- | -- | - | - | - | -- | -- | --- | -- | ------------------- | --- | --- | --- | --- | ---- |
| 1  | Iran      | 6  | 3 | 3 | 0 | 17 | 5  | +12 | 12 | Vòng 4              |     |     | 2–2 | 6–0 | 3–0  |
| 2  | Qatar     | 6  | 2 | 4 | 0 | 10 | 5  | +5  | 10 | Vòng 4              |     | 1–1 |     | 0–0 | 4–0  |
| 3  | Bahrain   | 6  | 2 | 3 | 1 | 13 | 7  | +6  | 9  |                     |     | 1–1 | 0–0 |     | 10–0 |
| 4  | Indonesia | 6  | 0 | 0 | 6 | 3  | 26 | −23 | 0  |                     | 1–4 | 2–3 | 0–2 |     |      |

| Iran                               | 3–0      | Indonesia |
| ---------------------------------- | -------- | --------- |
| Nekounam 53', 74' · Teymourian 87' | Chi tiết |           |

| Bahrain | 0–0      | Qatar |
| ------- | -------- | ----- |
|         | Chi tiết |       |

| Indonesia | 0–2      | Bahrain                       |
| --------- | -------- | ----------------------------- |
|           | Chi tiết | Saeed 45+1' · Abdul-Latif 70' |

| Qatar        | 1–1      | Iran       |
| ------------ | -------- | ---------- |
| El-Sayed 56' | Chi tiết | Aghily 46' |

| Indonesia         | 2–3      | Qatar                                    |
| ----------------- | -------- | ---------------------------------------- |
| Gonzáles 27', 35' | Chi tiết | Al Sulaiti 14' · Khalfan 32' · Razak 59' |

| Iran                                                                                   | 6–0      | Bahrain |
| -------------------------------------------------------------------------------------- | -------- | ------- |
| Hosseini 22' · Jabbari 34' · Aghily 42' · Teymourian 61' · Ansarifard 75' · Rezaei 83' | Chi tiết |         |

| Bahrain      | 1–1      | Iran          |
| ------------ | -------- | ------------- |
| Al Alawi 45' | Chi tiết | Jabbari 90+2' |

| Qatar                                              | 4–0      | Indonesia |
| -------------------------------------------------- | -------- | --------- |
| Razak 30' · Khalfan 34' (ph.đ.), 63' · Soria 90+2' | Chi tiết |           |

| Indonesia     | 1–4      | Iran                                                            |
| ------------- | -------- | --------------------------------------------------------------- |
| Pamungkas 44' | Chi tiết | Meydavoudi 7' · Jabbari 21' · Rezaei 25' · Nekounam 73' (ph.đ.) |

| Qatar | 0–0      | Bahrain |
| ----- | -------- | ------- |
|       | Chi tiết |         |

| Bahrain | 10–0     | Indonesia |
| --- | -------- | --------- |
| Abdul-Latif 5' (ph.đ.), 71', 75' · Al Alawi 16', 61' · Abdulrahman 35' (ph.đ.), 42' · Saeed 63', 82', 90+4' | Chi tiết |           |

| Iran            | 2–2      | Qatar                           |
| --------------- | -------- | ------------------------------- |
| Dejagah 4', 50' | Chi tiết | Khalfan 9' (ph.đ.) · Kasola 86' |

## Cầu thủ ghi bàn
Đã có 173 bàn thắng ghi được trong 60 trận đấu, trung bình 2.88 bàn thắng mỗi trận đấu.
6 bàn thắng
- Younis Mahmoud
- Park Chu-young

5 bàn thắng
- Okazaki Shinji

4 bàn thắng
- Joshua Kennedy
- Ismail Abdul-Latif
- Sayed Saeed
- Khalfan Ibrahim

3 bàn thắng
- Alex Brosque
- Hao Tuấn Mẫn
- Mojtaba Jabbari
- Javad Nekounam
- Nashat Akram
- Hassan Maatouk
- Ismail Matar

2 bàn thắng
- Brett Holman
- Mohammed Tayeb Al Alawi
- Mahmood Abdulrahman
- Vu Hải
- Trịnh Trịnh
- Cristian Gonzáles
- Hadi Aghily
- Ashkan Dejagah
- Gholamreza Rezaei
- Andranik Teymourian
- Havenaar Mike
- Kagawa Shinji
- Hassan Abdel-Fattah
- Abdallah Deeb
- Amer Deeb
- Ahmad Hayel
- Yousef Nasser
- Mahmoud El Ali
- Pak Nam-Chol
- Mohammed Razak
- Nasser Al-Shamrani
- Ji Dong-won
- Lee Keun-ho
- Teerasil Dangda
- Bashir Saeed
- Alexander Geynrikh

1 bàn thắng
- Brett Emerton
- Mile Jedinak
- Harry Kewell
- Luke Wilkshire
- Mahmood Al-Ajmi
- Lý Vĩ Phong
- Vu Đại Bảo
- Trịnh Trí
- Bambang Pamungkas
- Karim Ansarifard
- Jalal Hosseini
- Milad Meydavoudi
- Alaa Abdul-Zahra
- Karrar Jassim
- Mustafa Karim
- Hawar Mulla Mohammed
- Qusay Munir
- Komano Yuichi
- Konno Yasuyuki
- Maeda Ryoichi
- Nakamura Kengo
- Yoshida Maya
- Baha' Abdul-Rahman
- Bashar Bani Yaseen
- Basem Fat'hi
- Fahad Al Enezi
- Bader Al-Mutawa
- Hussain Fadhel
- Musaed Neda
- Ali Al Saadi
- Abbas Ali Atwi
- Roda Antar
- Mohammed Ghaddar
- Akram Moghrabi
- Jang Song-Hyok
- Hussain Al-Hadhri
- Amad Al Hosni
- Abdulaziz Al-Muqbali
- Abdulaziz Al Sulaiti
- Mohamed El-Sayed
- Mohammed Kasola
- Sebastián Soria
- Salem Al-Dawsari
- Ahmed Al-Fraidi
- Naif Hazazi
- Mohammed Noor
- Isa Halim
- Aleksandar Đurić
- Kim Jung-woo
- Koo Ja-cheol
- Lee Dong-gook
- Akhtam Khamroqulov
- Sompong Soleb
- Ismail Al Hammadi
- Ali Al-Wehaibi
- Ahmed Khalil
- Mahmoud Khamees
- Odil Ahmedov
- Server Djeparov
- Timur Kapadze
- Aleksandr Shadrin
- Maksim Shatskikh
- Sanzhar Tursunov

1 bàn phản lưới nhà
- Mahmoud Baquir Younes (trong trận gặp Kuwait)
- Rashid Al Farsi (trong trận gặp Thailand)
- Walid Abbas (trong trận gặp Kuwait)
- Hamdan Al Kamali (trong trận gặp Hàn Quốc)